# Le Fresne-Camilly
Le Fresne-Camilly är en kommun i departementet Calvados i regionen Normandie i norra Frankrike. Kommunen ligger i kantonen Creully som ligger i arrondissementet Caen. År 2022 hade Le Fresne-Camilly 951 invånare.

## Befolkningsutveckling
Antalet invånare i kommunen Le Fresne-Camilly
Referens: INSEE